# 毛利高政
毛利 高政（もうり たかまさ）は、安土桃山時代から江戸時代前期にかけての武将、大名。豊臣秀吉の子飼家臣。キリシタン大名。豊後佐伯藩初代藩主。伊勢流（伊勢守流）砲術の祖で、砲術家でもあった。琵琶の名手。
通称は勘八または勘八郎。受領名は民部大輔で、従五位下に叙された時に官位としても正式に受領した。さらにのちに伊勢守も受領している。初名は友重（ともしげ）で、のちに高政に改名した。当初は森姓を名乗って森 友重（もり ともしげ）を称し、後に毛利輝元より毛利姓を賜って改姓して毛利 友重（もうり ともしげ）となるが、諱を高政と改名したのは徳川の世になってからである。書籍では、森 高政（もり たかまさ）とするものがあるが、実際には改姓前に高政名は用いておらず、一次史料にこの署名は見られない。

## 生涯

### 織豊時代
永禄2年（1559年）、尾張国苅安賀で生まれた。森高次（九郎左衛門）の次男。母は瀬尾小太郎の娘であるが、若い頃の秀吉がこの娘に産ませた庶子とする説もある。
高次・高政らの森一族は、宇多源氏佐々木支流で近江国愛知郡鯰江庄を本貫地として、もとは鯰江姓を称していたが、高次の長兄・定春の代で尾張海東郡森村に在所を移して藤原姓の森氏を称したのが始まりと、『寛政重脩諸家譜』等の諸系図で説明されている。ただし、異説や不明な点もあり、この一族の出自について確かなことは分からない。
父の高次は織田信長の家臣（または陪臣）であったが、蜂須賀正勝が羽柴秀吉に仕えたことから、蜂須賀氏の寄子であった森氏からも、天正5年（1577年）頃より高政が秀吉に近習として出仕した。
天正6年（1578年）、秀吉に気に入られ、播磨明石郡松ノ郷で3,000石（一説に6,000石）が宛がわれた。以後、高政は羽柴氏の直参として、譜代衆の1人となる。
天正10年（1582年）6月、本能寺の変で信長が横死すると、秀吉は主君の仇を討つべく中国大返しを計画した。このとき、毛利氏との停戦に際し、羽柴陣営から人質として送り出されたのが重政と高政の兄弟で、これを引き取ったのが毛利家臣の宍戸某（宍戸元続か）だった。なお『川角太閤記』では、備中高松城開城の際に、清水宗治の切腹の検使も蜂須賀正勝と高政（勘八）が務めたことになっていて、毛利軍の監視役として留まっている。
高政はこの人質としての滞在中、毛利氏の当主毛利輝元に気に入られて、「苗字の唱ふる所の同じきこそ怪しけれ、然るべくは我名字まいらせて、和君等と永く兄弟の契り結ばん」と輝元に言わしめた、と藩史にはある。人質から戻ると、備中高松城に在番した。後年（古文書記録によれば文禄元年前後）、この縁によって、毛利氏が秀吉の臣下となったのち、輝元より改姓の申し出があり、秀吉の許しを得て、高政の一族は大江姓の「毛利氏」を名乗るようになった。
天正11年（1583年）、賤ヶ岳の戦いに従軍して負傷。『川角太閤記』では佐久間盛政の検使役にもなっている。同年から始まる大坂城の普請にも参加した。同14年（1586年）の方広寺大仏殿（京の大仏）建立の際には石材運搬の奉行を務めており、この年にキリスト教の洗礼を受けた。
天正15年（1587年）、九州の役では船奉行を務めて、関門海峡の守りの指揮をとった。
天正16年（1588年）、従五位下民部大輔に叙任された。同年に行われた後陽成天皇の聚楽第行幸の際、秀吉に陪従した。『鶴藩略史』には行幸路の千本通の沿道に竹を刺して飾り、秀吉の急な要求に答えた話がある。
天正17年（1589年）、山城国の検地奉行を石川貞通とともに務めた。
天正18年（1590年）、小田原の役に従軍。600名を率いた。
天正19年（1591年）、朝鮮出兵の備えとして対馬に陣城普請を命じられ、清水山城・撃方山城・向ノ平砦を築いた。
文禄元年（1592年）、文禄の役が始まると、兄の重政、弟の吉安、垣見一直、福原長堯、熊谷直盛と共に舟奉行を務めて渡海。『日本外史』によると、江原道助防将元豪が蜂須賀家政を亀尾浦で破った後、さらに春川で高政を攻撃したが、高政は伏兵でこれを破って元豪を生け捕るという武勲を立てた。その後、高政は帰国している。
文禄2年（1593年）の豊後国の太閤検地の後、翌年に豊後日田郡・玖珠郡の2郡内で2万石を与えられ、日隈城（隈城）主とされた。『霊廟記』や『寛政譜』はこれを天正15年のこととするが、しかし当時はまだ大友領であり、事実とは異なることがわかっている。日隈城を改修して、五階の天守、三階の櫓などを増築している。またこの加増時に、弟吉安に2千石を分知した。
文禄4年（1595年）9月、豊後国日田・玖珠2郡の所領の朱印状を受けた。併せて両郡内の蔵入地も預けられて代官を兼務し、実質的な加増となった。この頃、高政は角牟礼城の改修をしている。
慶長2年（1597年）、慶長の役では、高政と兄重政は、竹中重隆・垣見一直・早川長政・熊谷直盛・太田一吉および福原長堯と共に、軍目付として派遣されて再征した。8月には早川長政と共に倭城群の築城奉行に従事。南原城攻略では大筒を用いて軍功を挙げた。9月16日の鳴梁海戦では、藤堂高虎・来島通総・菅達長らの水軍の目付として関船に乗船して戦ったが、戦闘中に船が沈没して溺死しかけ、味方の藤堂孫八郎に救われて危うく一命を取りとめた。
12月から翌慶長3年（1598年）1月にかけての蔚山城救援に参加した。固城に陣をしいていた高政も救援部隊に加わり、家伝の「焰魔王」と名付けた大筒で七町（約770メートル）の距離より砲撃して敵陣を混乱に陥れた。ところが、蔚山からの追撃戦での蜂須賀家政と黒田長政の不手際を福原長堯に責められ、毛利高政・早川長政・竹中重隆は先手目付として監督不行き届きであったと責任を問われた。
同年8月に秀吉が亡くなると、遺物として助広の刀と金子5枚を賜った。
慶長4年（1599年）5月、五大老が蔚山城追撃戦の件を再審議した際には、藤堂高虎の弁護によって高政は無罪となった。

### 徳川時代
慶長5年（1600年）、関ヶ原の戦いでは、石田三成に催促に応じて西軍に与して、大坂の淀の橋の警固の後、細川幽斎の籠もる丹後田辺城（舞鶴城）攻めに参加した。領国では、豊後中津の黒田如水の軍勢に日隈城が包囲されており、城代・沼隼人は一戦しただけで、黒田側の説得に応じて開城した。
戦後、藤堂高虎のとりなしもあって高政は改易を免れて、減封もされなかった。これは東軍に加わって苅安賀城を守り、関ヶ原の際に福島正則隊に加わって戦死した森勘解由の名跡を高政が継いだと言うから、彼の死の功績に免じたものであろう。
慶長6年（1601年）4月、豊後海部郡佐伯2万石へ転封となり、この時、堅田・床木の2千石を再び弟・吉安に分知するが、佐伯藩の軍役分は2万石のままとされた。片桐且元により欽命を伝えられ、天領となった日田・玖珠2郡の一時的に（元和2年まで）郡代を命じられる。豊後七人衆と称される。
慶長7年（1602年）5月、伊勢守に除される。7月、新たに八幡山（城山）の山頂に佐伯城（鶴屋城）の築城を始めた。
慶長9年（1604年）に幕府の命令で江戸藩邸の造営して妻子を住まわせる。慶長10年（1605年）、将軍徳川秀忠の参内に供奉。
慶長11年（1606年）、佐伯城が完成。前後して城下町の普請も行った。
高政は棄教と信教を繰り返しているが、この慶長11年、棄教を取りやめるにあたりレオン・パジェスの『日本切支丹宗門史』によれば、「エルナンド・デ・サン・ヨゼフ師（アウグスチノ会）は、当時豊後から佐伯近くに行き、城下に小さな修道院を建て、聖ヨゼフの保護の下に置いた。伊勢守殿（高政）という大名は一度改宗したことのある背教者であり、自費で天主堂、もう一つさらに大規模な修道院を建てた」とある。
また、同年の江戸城の天下普請で石材を伊豆から運ぶことを命じられる。慶長12年（1607年）には駿府城の修築のために、家老の毛利行重を派遣し、これが病没するとその子の重久を派遣した。外様大名だったので、制度化前であるが、慶長14年（1609年）より参勤交代を命じられ、江戸詰のときには城門の警備、市中の防火の任にあたった。
慶長15年（1610年）、前田利常・加藤清正・福島正則・黒田長政ら19名の大名と共に名古屋城の天下普請を分担。これらの庶務により藩財政は悪化した。
慶長18年（1613年）、大久保長安事件に連座して配流となった石川康長の身柄を引き受けた。
慶長19年（1614年）10月10日、諸大名と共に江戸から駿府に移る。大坂冬の陣に従軍して、12月3日、稲葉典通・伊東祐慶・本多康紀・菅沼定芳・長谷川守知と共に、備前島・京橋の警固にあたった。翌年（1615年）の夏の陣には出陣したものの、高政が4月28日に佐伯を出発して5月7日に大坂に到着し時にはすでに落城後であった。大津で家康・秀忠で謁見後、帰途に大坂を過ぎる時に「四海波」と名付けた大筒を難波橋にすえて（落城後の）大坂城を砲撃して天守閣に命中させている。保身の為の示威行動であった。
元和7年（1621年）1月、大坂城の修理普請を分担するために、家老並河信吉を代理として派遣した。同年、高名なその砲術を学びたいということで仙台藩2代藩主伊達忠宗が高政のもとに入門して奥義を授けられた。忠宗は15間（約27メートル）の距離で下げ針を撃ち落とすほどの鉄砲の名手となった。また同年、伊予今治藩主松平定房も高政に砲術を学び、秘伝書を授けられている。
元和9年（1623年）、江戸から将軍徳川家光の京都参内に供奉。
寛永5年（1628年）11月16日に死去した。『寛政譜』によれば享年70（『日本外史』では73）。墓は高輪東禅寺。法名は養賢寺院殿前勢洲剋史乾外紹元大居士。嫡男の高成が跡を継いだが早世した。

## 系譜
父母
- 父：森高次
- 母：瀬尾小太郎の娘
- 養父：森勘解由

妻子
- 正室：木曾義昌の娘[58]
  - 長男：毛利高成
- 側室：古田氏
  - 次男：毛利高定
- 側室：某
  - 長女：松平重長正室

## 家臣団
一門
毛利吉安・毛利高明・毛利兵庫
家老・重臣
沼隼人・戸倉織部・西名兵部・岡崎主水・磯部大膳・益田主殿・並河信吉・梶谷左京・三好若狭・豊田元勝・長右京。
以上11名は毛利姓を許された。
士分
箕川長兵衛・加島弥左衛門・村田加賀・樋田茂兵衛・財津三郎右衛門・坂本太郎右衛門・羽野作内・高瀬仙九郎・石松五介・関内蔵之丞・斉藤権右衛門・津久見志摩・住藤左衛門・国矢斉兵衛・羽山勘右衛門・梅原与九郎・本永又兵衛・林対馬・鷲塚九左衛門・谷川又右衛門・赤坂次郎右衛門・長谷川与左衛門・内田作右衛門・工藤半右衛門・加藤物左衛門・上田吉右衛門・福泉九郎右衛門・大島彦左衛門・福湊与左衛門・中瀬忠右衛門・佐久間九郎兵衛・脇坂松右衛門・佐久間弥右衛門・間七郎右衛門・坂本瀬兵衛・松本内匠・石川喜左衛門・赤井九兵衛・梶西庄庵・知坂会庵・伴某など。

## 関連図書
- 鹿毛敏夫「毛利高政」『キリシタン大名 布教・政策・信仰の実相』宮帯出版社、2017年、416‐421頁。ISBN 978-4801600188